# Country Sur (estación)
La estación sencilla Country Sur forma parte del sistema de transporte masivo de Bogotá, TransMilenio, inaugurado en el año 2000.

## Ubicación
Está ubicada en el suroriente de la ciudad, sobre la Avenida Fernando Mazuera entre calles 27 Sur y 29 Sur. Se accede a ella mediante cruces semaforizados; uno ubicado sobre la Calle 27 Sur y el otro ubicado unos metros al norte de la Calle 29 Sur.
Atiende la demanda de los barrios Country Sur, Sosiego Sur, Veinte de Julio y sus alrededores.
En sus cercanías están el almacén Jumbo Cencosud 20 de Julio, el Colegio Diego Fallón, una estación de servicio ESSO, el Parque Metropolitano Bosque de San Carlos y la Fundación Hospital San Carlos.

## Origen del nombre
La estación recibe su nombre de uno de los barrios de la zona.

## Historia
Esta estación hace parte de la Fase III de TransMilenio que empezó a construirse a finales de 2009 y, después de varias demoras relacionadas con casos de corrupción, fue entregada a mediados de 2012.
Durante el Paro nacional de 2021, la estación sufrió diversos ataques que afectaron de forma considerable las puertas de vidrio y demás infraestructura de la estación, razón por la cual se encontró inoperativa.

## Servicios de la estación

### Servicios troncales
| Tipo                                | Rutas al Norte | Rutas al Sur |
| ----------------------------------- | -------------- | ------------ |
| Ruta fácil                          | 2              | 2            |
| Expresos todos los días todo el día | B18 C25        | L18 L25      |

### Servicios duales
| Tipo                            | Rutas al Norte | Rutas al Sur |
| ------------------------------- | -------------- | ------------ |
| Dual todos los días todo el día | D81 M82        | L81 L82      |

### Esquema
| ← Norte      |         |         |              |
| Calle 27 Sur | 2D81M82 | B18C25  | Calle 28 Sur |
|              | Vagón 2 | Vagón 1 |              |
| Calle 27 Sur | L25L82  | 2L18L81 | Calle 28 Sur |
| Sur →        |         |         |              |

### Servicios urbanos
Así mismo funcionan las siguientes rutas urbanas del SITP en los costados externos a la estación, circulando por los carriles de tráfico mixto sobre la Carrera Décima, con posibilidad de trasbordo usando la tarjeta TuLlave:
| Código | Sector                 | Dirección          | Rutas                                                                 |
| ------ | ---------------------- | ------------------ | --------------------------------------------------------------------- |
| 021A13 | L Br. 20 de Julio      | AK 10 - CL 27A Sur | 13-2 13-4 13-5A702A706A725A809A815B907C131K329L328L636L716L723 60 614 |
| 360A12 | L Estación Country Sur | AK 10 - CL 27A Sur | 13-2 13-4 13-5H131H636H702H706H716H725H907K328L809L810L815 60 614     |

## Ubicación geográfica
| Noroeste: Rafael Uribe Uribe | Norte: L Avenida Primero de Mayo | Nordeste: San Cristóbal  |
| Oeste: H Olaya               |                                  | Este: Rafael Uribe Uribe |
| Suroeste: Rafael Uribe Uribe | Sur: L Portal 20 de Julio        | Sureste: San Cristóbal   |